# Phallus merulinus
Phallus merulinus – gatunek grzybów z rodzaju sromotnik (niekiedy zaliczany do rodzaju sromotnica). Występuje w Australii. Według Index Fungorum jest to takson niepewny, o nieustalonej pozycji.